# &&&&&
| Recensione     | Giudizio |
| -------------- | -------- |
| Tiny Mix Tapes | [ 1 ]    |
| No Ripcord     | 8/10     |
| Pitchfork      | 8.4      |

&&&&& (Ampersand) è il mixtape di debutto della musicista venezuelana Arca. È stato pubblicato il 23 luglio 2013 tramite Hippos in Tanks e SoundCloud. Anche se composto da 14 tracce, l'intero mixtape è stato concepito come un'unica traccia. Un vinile del mixtape con una copertina alternativa è stato pubblicato nel gennaio 2014, limitato a 500 copie. Il 28 luglio 2020, Arca ha annunciato la nuova distribuzione di &&&&&, rendendo il mixtape disponibile per la prima volta sulle piattaforme di streaming il 18 settembre 2020.

## Composizione
&&&&& è un mixtape di musica elettronica sperimentale, con influenze dub, hip-hop, grime e ambient. Stereogum ha descritto il mixtape come "ancor più oscuro e denso" dei precedenti EP di Arca, Stretch 1 e Stretch 2 (2012).

## Ricezione critica
&&&&& ha ricevuto un'accoglienza positiva da parte della critica musicale. Tiny Mix Tapes ha affermato che il mixtape "ha il potenziale per evocare una frenesia emotiva, che attrae i sensi in un modo tale che così tanta arte elettronica non riesce nemmeno ad avvicinarsi". No Ripcord ha elogiato il mixtape per "la sua densità, la sua intensità, il suo sentimento da Sono-perso/a-in-una-grande-città, la sua calda raffica di battiti che soffia mentre la metropolitana entra cigolando alla stazione, la sua oscurità, la sua estasi notturna, la sua crudezza, la sua crudezza da latte freddo, come bere latte freddo o mangiare sushi in un ristorante economico da qualche parte in una strada con spazzatura e tweaker, i suoi piccoli motivi che brillano come stelle o luci di Natale, la sua compattezza muscolare". In una recensione del nuovo rilascio del 2020, Pitchfork ha affermato che "c'è qualcosa di un po' malinconico nell'ascoltare &&&&& adesso - la sensazione che invece di liberarci dal passato, la tecnologia ci abbia lasciati bloccati in un loop, ravvivandoci senza fine alla ricerca di un mondo migliore che non arriva mai, ma che possiamo ancora sognare nella nostra arte".

## Tracce
Testi e musiche di Alejandra Ghersi.
1. Knot – 2:13
2. Harness – 1:53
3. Fossil – 1:50
4. Feminine – 0:35
5. Anaesthetic – 2:09
6. Coin – 2:15
7. Century – 1:15
8. Mother – 1:15
9. Hallucinogen – 2:06
10. Pinch – 1:37
11. DM True – 2:19
12. Waste – 2:34
13. Pure Anna – 0:47
14. Obelisk – 2:47

Durata totale: 25:35

## Formazione
- Arca – produzione
- Jesse Kanda – direttore creativo